# Lấu Ba Vì
Lấu Ba Vì (danh pháp Psychotria baviensis) là một loài thực vật có hoa trong họ Thiến thảo. Loài này được Pit. mô tả khoa học đầu tiên năm 1924.